# Folwarki (województwo świętokrzyskie)
Folwarki – wieś w Polsce położona w województwie świętokrzyskim, w powiecie buskim, w gminie Stopnica. Tworzy sołectwo wraz z miejscowością Kąty Stare.
W latach 1975–1998 miejscowość administracyjnie należała do województwa kieleckiego.
Do 2005 r. wieś nosiła nazwę Stare Folwarki. Nazwa została zmieniona na mocy rozporządzenia Ministra Spraw Wewnętrznych z dnia 27 grudnia 2005 r.

## Części wsi
| SIMC    | Nazwa         | Rodzaj    |
| ------- | ------------- | --------- |
| 0272767 | Błonie        | część wsi |
| 0272773 | Nowe Folwarki | część wsi |